# La Tante River
La Tante River är ett vattendrag i Grenada.   Det ligger i parishen Saint David, i den södra delen av landet, 12 km öster om huvudstaden Saint George's. La Tante River ligger på ön Grenada.